# ناصر قوامی

ناصر قوامی، قاضی دیوان عالی، حاکم شرع، عضو ستاد اجرایی فرمان امام، نماینده اصلاح طلب و رئیس کمیسیون قضایی و حقوقی مجلس ششم و فعال سیاسی، مذهبی و اجتماعی است.

## زندگی‌نامه
سید ناصر قوامی، نماینده اصلاح طلب مردم قزوین در مجلس ششم و رئیس کمسیون قضایی و حقوقی مجلس ششم، در سال ۱۳۲۲ در روستای تلاتر واقع در بخش الموت غربی دیده به جهان گشود. وی تحصیلات ابتدایی را در روستای زادگاهش آغاز می‌کند و سپس در سال ۱۳۳۶ هجری خورشیدی عازم قزوین می‌شود. در قزوین از محضر اساتید بزرگی چون احمد تألهی، سید جلیل زرآبادی و شیخ حسین فارسجینی، سطوح متوسطه را تلمذ می‌کند. پس از آن و در آغازین سال‌های دهه ۴۰ خورشیدی، جهت کسب دانش بیشتر به شهر قم می‌رود و در آنجا سطوح عالیه را در محضر اساتید بزرگ، آیات عظام سید محمدباقر طباطبایی معروف به سلطانی، صانعی و علی مشکینی فرا می‌گیرد. در درس خارج فقه نیز از محضر محمد رضا گلپایگانی، میرزا هاشم آملی و حسینعلی منتظری بهره‌مند می‌گردد.
وی از بسیاری از علمای بزرگ همچون سید شهاب الدین مرعشی نجفی اجازاتی در امور حسبیه دارد.

## فعالیت‌های پیش از انقلاب اسلامی
سید ناصر قوامی در کنار تحصیل علوم دینی، هم‌زمان با آغاز نهضت اسلامی در سال ۱۳۴۲، به جرگه انقلابیون به رهبری امام خمینی پیوست و چون سخنوری توانا و دارای بیانی شیرین، کوبنده و انقلابی بود چندین بار در قزوین و شیراز (فسا)، توسط ساواک دستگیر و زندانی شد.

## فعالیت‌های پس از انقلاب اسلامی
پس از پیروزی انقلاب اسلامی و در اوایل سال ۱۳۵۹ هجری خورشیدی، به عنوان حاکم شرع خمین و محلات منصوب می‌گردد و همزمان حاکم شرع هیئت هفت نفره استان مرکزی نیز بوده‌است.
در اواخر سال ۱۳۶۰ آیت الله مؤمن، او را به تهران منتقل کرده و به ریاست شعبه هشتم دادگاه انقلاب اسلامی مستقر در چهارراه شهید قدوسی و نیز به ریاست کل شعب مستقر در چهارراه شهید قدوسی منصوب نمود.
بعداز دو سال با تغییراتی در شماره شعب، شعبه هشتم به شعبه ۱۳ تغییر کرد و قوامی به ریاست شعبه سیزده منصوب شد.
همزمان با انجام وظیفه در شعبه ۱۳ مدت دو سال به حکم آیت‌الله موسوی اردبیلی ریاست شعبه چهار دادگاه اصل ۴۹ قانون اساسی نیز به ایشان محول گردید. در همین زمان در ستاد اجرایی فرمان امام عضویت داشته‌است که نیری و رئیسی و نظام‌زاده هم عضو آن بودند.
بعد از تصویب قانون دادگاه‌های عمومی و انقلاب، بعد از حدود ۱۴ سال به‌طور مرتب در دادگاه‌های انقلاب اسلامی به ریاست شعبه ده دادگاه عمومی دادگستری تهران منصوب شد و از آنجا با حکم آیت الله محمد یزدی به دادسرای دیوان عالی کشور که بالاترین منصب قضایی است، منتقل گردید.

## انتخابات مجلس ششم
وی در حالی که قاضی دیوان عالی کشور بود، برای انتخابات مجلس ششم از حوزه انتخابیه قزوین، آبیک و البرز شرکت کرد و به عنوان نماینده اول این حوزه انتخابیه راهی مجلس ششم گردید و به عنوان رئیس کمیسیون قضایی و حقوقی مجلس ششم انتخاب شد.
سید ناصر قوامی از جمله نمایندگان فعال و مطرح اصلاح طلب در مجلس ششم بود. در جریان رد صلاحیت گسترده شورای نگهبان در انتخابات مجلس هفتم، وی نیز رد صلاحیت شد و به صف معترضین و متحصنین مجلس ششم پیوست. سید ناصر قوامی پس از اینکه از شرکت در انتخابات مجلس هفتم محروم شد، از قضاوت در دیوان عالی کشور نیز بنا به اصرار خود بازنشسته شد و به انجام فعالیت‌های سیاسی در قالب شورای اصلاح طلبان استان قزوین پرداخت.

در سال ۱۳۸۱ شبهاتی از سوی برخی مطبوعات در خصوص عملکرد سید ناصر قوامی در مصادره و فروش قطعه زمینی در بلوار میرداماد تهران مطرح شد که در مجلس ششم نیز بازتاب پیدا کرد بطوری که علی امامی راد نماینده مردم کوهدشت ضمن نطق پیش از دستور خود به تاریخ ۱۳۸۱/۰۷/۰۹ در این باره اظهار داشت:
"هفته گذشته در برخی از روزنامه‌ها مطالبی درخصوص آقای قوامی‌ ریاست محترم کمیسیون قضایی و عضو برجسته فراکسیون مشارکت درج و در آن از ایشان در باره ماجرای مصادره زمین ۴۰۰ متری‌ خیابان میرداماد تهران در زمان تصدیش در امر قضاء و فروش آن به کمتر از ۱/۲۰ قیمت کارشناسی به همسرش سؤال شده بود. گرچه من صحت این ادعا را بعید می‌دانم، اما متعجبم که آقای قوامی که از طرفداران جدی شفاف‌سازی جریان اطلاع رسانی در کشور می‌باشد و دانستن را حق مسلم مردم می‌داند و در این حرکت مقدس حتی برای حضرت امیر و اهل بیت عصمت هم حریم و خط قرمزی نمی‌شناسد و حضور بسیار فعالی در رسانه‌ها دارند، تاکنون پاسخی نداده‌است. شایسته‌است بمنظور حفظ شأن و جایگاه مجلس و نمایندگان محترم هر چه سریعتر پاسخ کامل و شفافی ارائه نمایند."
این موضوع هیچ‌گاه از سوی قوامی در مجلس پاسخ داده نشد.

در همان دوران قوامی به عنوان نماینده مجلس ششم طی اخطار قانونی در خصوص تصویب بودجه شورای نگهبان در مجمع تشخیص مصلحت نظام اظهار داشته بود:
"افزایش بودجه شورای نگهبان خلاف اصول متعدد قانون اساسی است. وقتی که مجمع تشخیص مصلحت نظام رعایت قانون اساسی را نکند باید به کجا پناه برد؟! آقای رئیس، ملت ایران! بدانید که در کشور ما در حال حاضر ۵ مجلس قانونی وجود دارد که قانون تصویب می‌کند[!] یکی شورای نگهبان، یکی مجمع تشخیص مصلحت نظام، یکی شورای انقلاب فرهنگی، یکی شورای امنیت ملی و یکی هم مجلس شورای اسلامی. حاج آقا کروبی! حضرت عالی از آنجا بلند شوید و آقای هاشمی رفسنجانی‌ بیاید اینجا بنشیند و قانونگذاری کند و مجلس را هم تعطیل کنید و واقعاً به اینصورت که وضع نیست! آقایان خیال می‌کنند که چون زندان و اسلحه دراختیار دارند هر کاری که دلشان می‌خواهد باید بکنند[!!]"

## انتخابات دهمین دوره ریاست جمهوری
دهمین دوره انتخابات ریاست جمهوری نیز دارای حواشی فراوانی برای او بود. دعوت از شیخ مهدی کروبی در محرم سال ۱۳۸۸ برای شرکت در مراسم عزاداری حسینیه اش، موجب هجوم لباس شخصی‌ها و خودسرها به منزل وی و وارد آوردن خسارت به ساختمان‌های اطراف گردید.
همچنین وی بارها نسبت به اقدامات صورت پذیرفته بعد از انتخابات ۸۸ اعتراض کرده‌است. از جمله مواضع وی که می‌توان در این زمینه بدان اشاره کرد در زیر آمده‌است:
«مشاور مهدی کروبی در انتخابات ریاست جمهوری دهم مداخله نیروهای امنیتی و نظامی و برخی لباس شخصی‌ها در راهپیمایی‌های پس از انتخابات را نوعی اقدام جریان خزنده علیه جریان اصلاحات دانست و گفت قطعی تلفن همراه، فیلترینگ سایت‌ها، ایجاد پارازیت بر امواج ماهواره‌ای از دیگر اقدامات صاحبان قدرت دراین انتخابات بود».

## انتخابات یازدهمین دوره ریاست جمهوری
ناصر قوامی به همراه محمدی تاکندی و سایر اصلاح طلبان قزوین، در انتخابات ریاست جمهوری یازدهم در سال ۱۳۹۲، ابتدا از کاندیداتوری هاشمی رفسنجانی حمایت کردند اما با رد صلاحیت هاشمی رفسنجانی توسط شورای نگهبان، حمایت خود را از دکتر حسن روحانی اعلام کردند.

## انتخابات دهمین دوره مجلس شورای اسلامی
ناصر قوامی بعد از رد صلاحیت در انتخابات مجلس هفتم، در انتخابات مجلس هشتم نیز رد صلاحیت گردید و در انتخابات مجلس نهم نیز شرکت نکرد. ناصر قوامی در روز ۳ دی ماه ۱۳۹۴ با حضور در فرمانداری قزوین، برای شرکت در انتخابات مجلس دهم ثبت نام کرد اما با وجود تأیید هیئت اجرایی، توسط شورای نگهبان رد صلاحیت شد.
در انتخابات مجلس دهم، ناصر قوامی به همراه سایر اصلاح طلبان قزوین، از خانم مهندس سیده حمیده زرآبادی اعلام حمایت کردند. سیده حمیده زرآبادی در این انتخابات به عنوان نماینده مردم قزوین، البرز و آبیک انتخاب شد.

## فعالیت‌های دیگر
ناصر قوامی علاوه بر فعالیت‌های سیاسی و قضایی، از سال ۱۳۶۲ در دانشکده الهیات دانشگاه تهران، دانشگاه آزاد اسلامی و پیام نور، فقه، اصول، تفسیر، کلام و تاریخ فقه و فقها را تدریس کرده‌است. علاوه بر این تألیفاتی نیز در این زمینه‌ها دارد که عبارتند از: ۱-فقه، ۲-الحدیث، تاریخ فقه و فقها ۳- تفسیر عرفانی سوره حمد.
وی هم‌اکنون عضو مجمع روحانیون مبارز و عضو بنیاد باران است.